# GARO (phim truyền hình)
Garo (牙狼〈GARO〉（ガロ） hay "Nha Lang" trong Tiếng Việt), tên đầy đủ là Garo - Hắc Lang Chương hay Hoàng Kim Kỵ Sỹ Garo, là loạt phim truyền hình tokusatsu Nhật Bản dài 25 tập, được công chiếu trên TV Tokyo từ ngày 7 tháng 10 năm 2005 đến ngày 31 tháng 3 năm 2006. Bộ phim là khởi đầu của dòng phim Garo - một thương hiệu tokusatsu đình đám bên cạnh Super Sentai, Kamen Rider và Ultraman. Bộ phim được tạo ra và đạo diễn bởi Amemiya Keita - được coi như "cha đẻ" của dòng phim Garo - bên cạnh sự chỉ đạo diễn xuất của Yokoyama Makoto cùng nhà thiết kế Nirasawa Yasushi.

## Cốt truyện
Bộ phim xoay quanh các Ma Giới Kỵ Sỹ và Ma Giới Tu Sỹ, những người có nhiệm vụ chiến đấu chống lại Horror - giống loài ma quỷ sinh ra dựa trên tà tâm bên trong con người. Saejima Kouga, mang danh xưng Hoàng Kim Kỵ Sỹ Garo - danh xưng cao quý nhất - là Ma Giới Kỵ Sỹ của Sở Phiên Khuyển phương Đông. Trong một lần tiêu diệt Horror, một nữ họa sỹ là Mitsuki Kaoru đã vô tình dính máu của nó. Thông thường, người dính máu Horror phải chịu cơn đau giằng xé và chết sau 100 ngày, và các Ma Giới Kỵ Sỹ có quyền lấy mạng người đó. Nhưng Kouga lại tha cho Kaoru và tìm cách thanh tẩy cho cô trước thời hạn 100 ngày bên cạnh nhiệm vụ tiêu diệt Horror. Sau này, anh gặp Ma Giới Kỵ Sỹ từ Sở Phiên Khuyển phương Tây là Suzumura Rei - Ngân Nha Kỵ Sỹ Zero, và cô bạn thân thuở nhỏ là Ma Giới Tu Sỹ Jabi. Công cuộc diệt trừ Horror tiếp tục đến khi Kouga và Rei phát hiện Tam Công Chúa - giám sát Sở Phiên Khuyển phương Đông đã tiếp tay cho tên Ma Giới Kỵ Sỹ bán linh hồn cho ác quỷ là Barago - Hắc Ám Kỵ Sỹ Kiba, để hắn hồi sinh thủy tổ loài Horror là Messiah. Giờ đây hai Ma Giới Kỵ Sỵ phải đối mặt với nhiệm vụ khó khăn hơn: tiêu diệt Barago và ngăn Messiah cùng hàng ngàn Horror tràn lên Nhân Giới.

## Nhân vật

### Saejima Kouga - Hoàng Kim Kỵ Sỹ Garo
Người đứng đầu gia tộc Saejima - gia tộc nhiều đời thừa hưởng danh xưng Hoàng Kim Kỵ Sỹ Garo. Anh là người mạnh mẽ, nghiêm nghị, có phần vô cảm, cũng là Kỵ Sỹ hoàn hảo cả về trí tuệ lẫn kỹ năng chiến đấu. Anh là đứa con trai duy nhất của Saejima Taiga, tức Garo tiền nhiệm và Saejima Rin. Khi Kouga lên 2 tuổi, mẹ anh đã qua đời vì bạo bệnh. Từ đó, Kouga cùng cha rong ruổi khắp nơi để tiêu diệt Horror. Qua những trận chiến của cha, anh nhìn thấy rõ bản chất của giống loài này: khát máu, giả dối và tàn ác. Từ đó cậu bé Kouga nuôi ước mơ sẽ nối bước cha, trở thành Ma Giới Kỵ Sỹ diệt trừ Horror. Nhưng rồi bị kịch ập xuống. Taiga có trận chiến sinh tử với học trò cũ là Barago, bây giờ đã là Hắc Ám Kỵ Sỹ Kiba. Kouga chứng kiến trận chiến đó nhưng bị Barago phát hiện. Thấy tính mạng con trai bị đe dọa, Taiga lao ra đỡ đòn cho Kouga và tử trận. Giờ đây anh chỉ còn người thân duy nhất là quản gia Kurahashi Gonza. Cái chết của cha đã dấy lên hận thù trong lòng Kouga, anh thề sẽ phải diệt trừ hết đám Horror và bắt Barago phải đền tội. Kể từ đó, anh lao vào tập luyện không ngơi nghỉ để trở nên mạnh mẽ, xứng đáng với danh xưng Garo mà cha để lại. Sau nhiều năm khổ luyện, cậu bé Kouga hiền lành, nhút nhát ngày nào giờ đã trở nên mạnh mẽ, cầm được thanh Nha Lang Kiếm bằng chính đôi tay của mình, chính thức kế thừa danh xưng Hoàng Kim Kỵ Sỹ Garo và bắt đầu con đường của một Ma Giới Kỵ Sỹ như ước mơ ngày bé của mình.
Trang bị:
- Nha Lang Kiếm

- Nhẫn Ma Đạo Zaruba

- Bật Lửa Ma Đạo

- Ma Đạo Mã Gouten

### Suzumura Rei - Ngân Nha Kỵ Sỹ Zero
Tên thật là Ginga, đệ tử của Suzumura Douji, tức Zero tiền nhiệm. Anh sống cùng sư phụ và bạn gái là Shizuka trong biệt thự rộng lớn. Khác với những Ma Giới Kỵ Sỹ khác mang vẻ ngoài nghiêm nghị và ít khi biểu lộ cảm xúc, Rei luôn lạc quan và mỉm cười trong mọi hoàn cảnh. Nhưng tâm tính của anh có phần thay đổi sau khi một kẻ lạ mặt xông vào dinh thự, lấy mạng sư phụ cùng bạn gái của anh. Kẻ này dùng kiếm thuật và bộ giáp hao hao giống với Hoàng Kim Kỵ Sỹ, khiến anh cho rằng hung thủ là Garo. Sau bi kịch đó, anh bỏ cái tên Ginga, lấy tên Suzumura Rei, thừa kế danh xưng Zero từ sư phụ, quyết tiêu diệt Garo để trả thù. Anh nhận nhiệm vụ ở Sở Phiên Khuyển phương Tây nhưng đã phá luật, tìm đến phương Đông để truy sát Garo lúc đó là Kouga. Cả hai đã có những trận chiến nảy lửa nhưng bất phân thắng bại. Chỉ khi Barago xuất hiện trong hình dạng Hắc Ám Kỵ Sỹ Kiba, Rei nhận ra đây mới là kẻ gây ra bi kịch năm xưa và đã hiểu nhầm Kouga. Hai người làm hòa, cùng nhau tiêu diệt Barago. Chính anh cứu Kouga không bị bộ giáp Garo nuốt chửng trong hình dạng Tâm Diệt Thú Thân. Khi Zaruba bị phá hủy vì hy sinh thân mình để triệu hồi bộ giáp Garo, Rei đã nhờ các Ma Giới Tu Sỹ tại Sở Phiên Khuyển phương Tây làm một Zaruba mới và tặng cho Kouga như quà chia tay khi anh nhận nhiệm vụ mới tại Sở Phiên Khuyển phương Bắc, còn bản thân tiếp tục rong ruổi để diệt trừ Horror. Sau này, anh còn nhận Raiga - con trai của Kouga làm đệ tử, dạy cho cậu kỹ năng của Ma Giới Kỵ Sỹ trong lúc Kouga không thể ở cạnh con trai. Cái tên Ginga trước kia được anh dùng để đặt tên cho Ma Đạo Mã của mình.
Trang bị:
- Ngân Lang Song Kiếm

- Dây chuyền Ma Đạo Siruba

- Bật Lửa Ma Đạo

- Ma Đạo Mã Ginga

### Mitsuki Kaoru
Một họa sĩ nghiệp dư, phải ở trọ và đi khắp nơi để tìm nơi bày bán những bức tranh, đòng thời tìm nhà xuất bản cho những quyển sách tranh của mình. Cuối cùng cô tìm được một khu triển lãm tranh nhưng bảo vệ của khu triển lãm đó đã bị Horror chiếm xác, trực chờ ăn thịt cô nếu Kouga không đến kịp. Tuy nhiên, anh vô tình để máu của Horror đó vấy lên người Kaoru. Nhưng thay vì lấy mạng Kaoru, anh lại tha chết cho cô. Khi giải thích cho Zaruba và Sở Phiên Khuyển, anh nói rằng anh dùng Kaoru như con mồi để dụ Horror. Từ đó, Kaoru trở thành mục tiêu của đám Horror vì mùi máu trên cơ thể cô, khiến cô lúc nào cũng phải ở sát bên Kouga để an toàn. Việc Kouga xuất hiện với tư cách Hoàng Kim Kỵ Sỹ gây ấn tượng với Kaoru vì cô có một quyển sách tranh về Hoàng Kim Kỵ Sỹ do cha để lại, và các câu chuyện trong quyển sách đó giống hệt quá trình diệt trừ Horror của Kouga. Tuy nhiên, ban đầu Kouga chỉ tập trung vào nhiệm vụ của Ma Giới Kỵ Sỹ và gần như không quan tâm đến Kaoru. Chỉ khi Kaoru bị một tên Horror bắt cóc, buộc Kouga phải trả lời vô số câu hỏi để cứu cô, anh nhận ra Kaoru dần chiếm một vị trí trong trái tim anh. Chính cảm xúc dành cho Kaoru giúp anh đủ dũng khí tiến vào rừng Hồng Liên, chiến đấu trầy da tróc vầy với rồng Grow để lấy quả cây Varancas làm thuốc thanh tẩy máu Horror trên cơ thể Kaoru. Cô có người thầy là Ryuzaki Karune, thực chất chính là Barago. Hắn đóng giả thầy của Kaoru để theo dõi cô vì hắn đã tạo Gate Thánh trên người Kaoru khi cô mới 6 tuổi, giúp hắn hồi sinh Messiah. Nhưng Kouga xuất hiện, tiêu diệt hắn và tách Messiah ra khỏi người Kaoru nhưng cô lại bị lạc trong Ma đạo. Ở đó, cô đã gặp lại cha và biết được lý do ông vẽ quyển sách tranh về Hoàng Kim Kỵ Sỹ. Cha cô trước kia cũng được cha của Kouga là Taiga cứu mạng và đó chính là cảm hứng để ông vẽ quyển sách tranh đó. Kaoru khi ấy muốn giúp Kouga đã vẽ lên đôi cánh của hy vọng, đưa mọi suy nghĩ, tình cảm của mình vào đó và gửi đến Kouga, giúp anh đạt trạng thái Dực Nhân Nha Lang, đánh bại Messiah. Sau trận chiến, Kaoru tặng Kouga quyển sách tranh trước khi Kouga nhận nhiệm vụ mới, còn cô sang Ý du học. Kouga trên đường đi đã đọc nó và khi đến trang cuối, chàng Ma Giới Kỵ Sỹ lạnh lùng, nghiêm nghị đã phải rơi nước mắt vì xúc động trước những tình cảm mà Kaoru dành cho anh. Sau này Kaoru cũng gặp lại Kouga, và 2 người quyết định về chung một nhà và có với nhau một cậu con trai là Saejima Raiga, tức Garo kế nhiệm.

### Kurahashi Gonza
Quản gia phục vụ cho 3 đời nhà Saejima từ khi Taiga còn là Garo, cũng là người chứng kiến sự khôn lớn, trưởng thành của Kouga và cả Raiga - con trai của Kouga và Kaoru. Ông là quản gia tận tâm, chỉn chu, đồng thời cũng rất vui vẻ, lạc quan, luôn niềm nở với những vị khách đến dinh thự nhà Saejima. Dẫu chỉ người bình thường, không phải kỵ sỹ hay tu sỹ, Gonza có hiểu biết khá sâu rộng về những thứ thuộc về Ma Giới. Ông cũng có tình cảm với một nữ Ma Giới Tu Sỹ từ khi còn trẻ, dù hai người không thể đến với nhau nhưng vẫn giữ quan hệ thân thiết như tri kỷ trong suốt nhiều năm.

### Barago - Hắc Ám Kỵ Sỹ Kiba
Hắn sinh ra trong gia đình truyền thống, cha là Ma Giới Kỵ Sỹ, mẹ là Ma Giới Tu Sỹ. Nhưng mẹ hắn bị Horror chiếm xác và cha hắn buộc phải xuống tay với vợ mình để trừ hậu họa. Cái chết của mẹ khiến hắn quyết định bỏ nhà ra đi để tìm sức mạnh diệt trừ Horror vì cha hắn chỉ là Ma Giới Kỵ Sỹ vô danh. Hắn gặp được Saejima Taiga, nhận ông làm sư phụ. Nhưng những gì Taiga dạy bảo vẫn không khiến hắn thỏa mãn ham muốn sức mạnh. Hắn tìm đến Cấm Ma Đạo Thư - quyển sách chứa tà thuật bị cấm và gặp được Messiah. Theo lời ả, nếu hắn chiến thắng bộ giáp trong hình dạng Tâm Diệt Thú Thân và lập khế ước với ả, hắn sẽ có sức mạnh tối thượng. Hắn đã chiến thắng bộ giáp và hòa hợp nó với năng lượng hắc ám, trở thành Hắc Ám Kỵ Sỹ Kiba. Nhưng để đủ sức mạnh lập khế ước và hợp thể với Messiah, hắn phải ăn thịt 1000 Horror, đánh đổi bằng nhân tính của mình sau mỗi lần ăn thịt chúng. Taiga đã cố gắng ngăn cậu học trò đi xa hơn nhưng thất bại, thậm chí còn bị hắn giết chết. Nhưng ông đã để lại vết thương nguyền rủa trên mặt Barago, khiến mặt hắn biến dạng. Từ đó, hắn ăn thịt cả các Ma Giới Kỵ Sỹ. Để triệu hồi Messiah, hắn cần một người trở thành Gate Thánh, và hắn tìm ra Kaoru, khi đó là cô bé 6 tuổi và là người thứ 6 hắn gặp trong ngày 6/6. Sau đó, hắn lấy mạng Suzumura Douji lấy cắp phương thuốc thay đổi khuôn mặt. Từ đó, hắn có thân phận giả là Ryuzaki Karune, thầy của Kaoru và theo dõi cô kỹ lưỡng đến khi thời cơ chín muồi. Nhưng khi triệu hồi Messiah, hắn nhận ra ả chỉ đang lợi dụng mình và bị ả nuốt chửng. Khi Messiah bị tiêu diệt, cơ thể hắn trở lại trong bộ giáp Kiba, nhưng không phải Barago mà chỉ là tên Horror. Trong trận chiến cuối cùng với Kouga, hắn đã bị tiêu diệt. Sau này hắn cũng được hồi sinh và đối đầu với cả 3 thế hệ nhà Saejima, nhưng cuối cùng hắn vẫn bị tiêu diệt.
Trang bị:
- Dây Chuyền Ma Đạo - Công cụ triệu hồi bộ giáp Kiba

- Hắc Viêm Kiếm

- Hắc Ám Trảm

- Ma Đạo Mã Raigou

## Các thuật ngữ trong phim
Các thuật ngữ này áp dụng cho cả các phần phim sau này của Garo, có chút thay đổi cách gọi ở các phần phim anime để phù hợp với bối cảnh.

### Horror
Giống loài ma quỷ đến từ Ma Giới, sinh ra bởi Âm Ngã (tà tâm) của con người. Chúng lợi dụng nhu cầu cụ thể của vật chủ để tương tác với họ, khiến họ mê muội, từ đó chiếm xác họ thông qua Gate. Những người bị Horror chiếm xác không thể trở lại bình thường và bị coi như đã chết, các Ma Giới Kỵ Sỹ và Ma Giới Tu Sỹ có quyền lấy mạng người đó để diệt trừ Horror. Theo như Ma Giới Tu Sỹ Amon, Horror không thể tận diệt vì chừng nào còn con người, Âm Ngã sẽ vẫn còn, Horror sẽ tiếp tục sinh ra. Nhưng các Ma Giới Kỵ Sỹ và Ma Giới Tu Sỹ vẫn phải chiến đấu dù cho khó khăn. Sau mỗi lần bị tiêu diệt, tinh chất Horror vương vất trên bộ giáp và vũ khí của các Ma Giới Kỵ Sỹ. Họ sẽ đến Sở Phiên Khuyển để thanh tẩy, phong ấn tinh chất đó vào trong các thanh dao găm là Phi Kiếm Horror. Khi tích đủ 12 thanh dao găm, Sở Phiên Khuyển sẽ trả ngược chúng về Ma Giới. Ngoài ra, những người bị dính máu Horror phải chịu cơn đau giằng xé và chết sau 100 ngày. Trong thời gian đó, họ trở thành con mồi thu hút Horror. Thủy tổ của Horror là Messiah, lần đầu được Barago hồi sinh nhờ Gate Thánh trên người Kaoru. Ngoài ra, trong vũ trụ Garo của Dougai Ryuga, Horror chia thành 2 nhánh là Madou Horror và Inga Horror.  Trong series anime Garo: Hồng Liên Nguyệt (Guren no Tsuki), Horror được gọi là Ác Linh, tức những linh hồn tà ác.

### Âm Ngã (Tà Tâm)
Những cảm xúc tiêu cực của con người như ganh ghét, đố kỵ, ghen tuông, dục vọng, bạo lực...tích tụ lại dưới Ma Giới, trở thành năng lượng nuôi sống Horror. Khi nguồn năng lượng đó đủ lớn, hoặc tích tụ đủ lâu, chúng sẽ tạo ra các Gate, giúp Horror tràn lên Nhân Giới.

### Gate (vật chứa năng lượng âm)
Những vật chứa Âm Ngã, cánh cổng kết nối Nhân Giới và Ma Giới. Một vật trở thành Gate khi tích tụ lượng tà khí đủ lớn, giúp Horror tràn lên Nhân Giới và chiếm xác vật chủ. Gate tồn tại dưới bất kỳ hình dạng nào, thậm chí là sinh vật sống. Gate còn được tạo ra khi vật được chọn làm Gate Thánh tích tụ năng lượng âm tính lại, tạo ra cánh cổng giúp Horror tràn lên Nhân Giới mà không cần vật chủ.

### Ma Giới Kỵ Sỹ
Những người được đào tạo bài bản kỹ năng chiến đấu và tiêu diệt Horror. Ma Giới Kỵ Sỹ được lập ra bởi Ma Giới Hội, sử dụng những bộ giáp và vũ khí làm bằng Soul Metal để chiến đấu với Horror. Những bộ giáp và vũ khí của các Ma Giới Kỵ Sỹ rất bền và bất hoại. Hạn chế lớn nhất là họ chỉ có thể mặc giáp trong 99.9 giây. Nếu quá thời gian đó, bộ giáp sẽ nuốt chửng thân xác và ý chí của họ và biến thành hình dang Tâm Diệt Thú Thân. Nhưng nếu một Ma Giới Kỵ Sỹ có ý chí đủ mạnh để chiến thắng bộ giáp hoặc bán linh hồn cho bóng tối, họ có thể sử dụng bộ giáp tùy ý mà không bị giới hạn thời gian. Ngoài bộ giáp và vũ khí, các Ma Giới Kỵ Sỹ còn được trang bị một số Ma Đạo Cụ phục vụ trong việc truy tìm Horror. Các bộ giáp của Ma Giới Kỵ Sỹ lấy cảm hứng từ loài sói và có tính kế thừa, thường là quan hệ huyết thống hoặc từ sư phụ sang đệ tử. Nếu một Ma Giới Kỵ Sỹ hy sinh khi chưa tìm được người thừa kế, bộ giáp sẽ trở nên vô chủ và lang thang khắp nơi để tìm người xứng đáng. Dougai Ryuga trong series Garo: Người Soi Sáng Bóng Đêm (Yami Wo Terasumono) là trường hợp như thế. Không giống Ma Giới Tu Sỹ, Ma Giới Kỵ Sỹ là chức vụ chỉ dành cho đàn ông. Yuna trong series spin-off Zero: Hắc Huyết (Black Blood) là nữ Kỵ Sỹ đầu tiên và duy nhất trong vũ trụ Garo, dù cô không thể triệu hồi giáp. Bộ giáp mạnh mẽ và quyền năng nhất chính là Hoàng Kim giáp Garo.

### Ma Giới Tu Sỹ (Ma Giới Pháp Sư)
Những người được đào tạo kỹ năng sử dụng pháp thuật, giả kim thuật và thao túng nguyên tố. Họ sử dụng bùa chú, pháp thuật hoặc các Ma Đạo Cụ để đương đầu với Horror. Điểm đặc trưng của Ma Giới Tu Sỹ là luôn mang theo Ma Đạo Cọ bên mình. Ma Giới Tu Sỹ có lịch sử lâu đời hơn Ma Giới Kỵ Sỹ. Hàng trăm năm trước, họ là thế lực duy nhất chiến đấu với Horror. Nhưng họ chỉ có thể tiêu diệt các Horror cấp thấp và rất khó khăn khi đối đầu với các Horror cấp cao. Trước yêu cầu cấp bách phải có một thế lực mạnh mẽ hơn để diệt trừ Horror, Ma Giới Kỵ Sỹ đã được lập ra. Sau này, khi vai trò diệt trừ Horror được trao cho Ma Giới Kỵ Sỹ, Ma Giới Tu Sỹ trở thành người hỗ trợ. Những bộ giáp và vũ khí của Ma Giới Kỵ Sỹ đều do Ma Giới Tu Sỹ chế tạo. Ma Giới Tu Sỹ không khắt khe về giới tính, nhưng vì Ma Giới Kỵ Sỹ vốn chỉ dành cho đàn ông nên phụ nữ trong cộng đồng Ma Giới chỉ có thể trở thành Ma Giới Tu Sỹ. Không giống Ma Giới Kỵ Sỹ chỉ tập trung diệt trừ Horror, Ma Giới Tu Sỹ có kiến thức rộng lớn về ma pháp, bùa chú và có nhiều lĩnh vực khác nhau như chiến đấu, chữa bệnh hay chế tạo. Ngoài ra, có một số trường hợp đặc biệt khi vừa là Ma Giới Tu Sỹ, vừa là Ma Giới Kỵ Sỹ, điển hình là Fudou Leo trong series Garo: Ma Giới Thiểm Kị (Makai Senki) hay Luke Harden trong series anime Garo: Vanishing Line. Trong các phần phim anime, Ma Giới Tu Sỹ được gọi là Ma Giới Kim Thuật Sư hay Linh Mục Ma Giới.

### Soul Metal
Kim loại thô sinh ra từ Ma Giới, được các Ma Giới Tu Sỹ tìm ra và dùng để tạo nên các bộ giáp và vũ khí cho Ma Giới Kỵ Sỹ. Đó là thứ kim loại đặc biệt chứa ma thuật, độ bền rất cao, có khả năng tự phục hồi, kháng lại ma pháp và phản ứng mạnh mẽ với ý chí của người sử dụng. Để sử dụng Soul Metal, người dùng phải có ý chí cực kỳ mạnh mẽ và đã qua khổ luyện. Theo lời Saejima Taiga, Soul Metal có thể nhẹ như lông vũ, hay nặng như bàn thạch tùy vào ý chí của người sử dụng. Quyền năng là vậy nhưng Soul Metal phản ứng rất mạnh với năng lượng hắc ám. Hơn nữa, sau mỗi trận chiến với Horror, một lượng tà khí nhất định tích tụ lại trên bộ giáp và vũ khí của Ma Giới Kỵ Sỹ. Vì vậy, sau mỗi trận chiến, họ phải thanh tẩy bộ giáp và vũ khí của mình. Nếu không, chúng sẽ bị hỏng và gây hại cho người sử dụng. 

### Ma Đạo Cụ
Những công cụ chứa ma thuật, do các Ma Giới Tu Sỹ tạo ra, giúp ích rất lớn trong việc săn lùng Horror.
Với Ma Giới Kỵ Sỹ, Ma Đạo Cụ họ thường sử dụng là bộ giáp, vũ khí, Ma Đạo Cụ dạng trang sức, bật lửa Ma Đạo và Ma Đạo Mã.
Ma Đạo Cụ dạng trang sức: được tạo ra để hỗ trợ các Ma Giới Kỵ Sỹ, biết nói tiếng người, có kiến thức rộng lớn và có khả năng phát hiện tà khí Horror. Các Ma Giới Kỵ Sỹ phải lập khế ước với các Ma Đạo Cụ này nếu muốn chúng trở thành cộng sự với điều kiện là tuổi thọ của chính họ. Trong cùng một thời điểm không thể tồn tại hai Ma Đạo Cụ dang trang sức giống nhau và một Ma Giới Tu Sỹ không thể tạo ra hai Ma Đạo Cụ giống nhau. Trong những phần phim anime, Ma Đạo Cụ dạng trang sức là những Horror không có ham muốn hay tà tâm lập khế ước với các Ma Giới Kị Sĩ.
Bật lửa Ma Đạo: phát ra Ma Đạo Hỏa, dùng để dò tìm Horror. Những kẻ bị Horror chiếm xác đứng trước Ma Đạo Hỏa sẽ đổi màu mắt và xuất hiện ký tự quanh nhãn cầu. Ngoài ra, các Ma Giới Kỵ Sỹ có thể châm Ma Đạo Hỏa vào bộ giáp, tạo thành hình thái Liệt Hỏa Viêm Trang, gia tăng sức mạnh và cả sức tấn công.
Ma Đạo Mã: chiến mã của các Ma Giới Kỵ Sỹ. Khi một Ma Giới Kỵ Sỹ tiêu diệt 100 Horror, anh ta sẽ đủ khả năng triệu hồi Ma Đạo Mã. Trước đó, anh ta sẽ bị cuốn vào rìa Ma Đạo và chiến đấu với các Ma Giới Kỵ Sỹ tiền nhiệm, đại diện cho những mặt tối bên trong anh ta. Nếu thắng, anh ta sẽ được phép triệu hồi Ma Đạo Mã. Chúng giúp các Ma Giới Kỵ Sỹ gia tăng tốc độ và nâng cấp vũ khí để họ dễ dàng hơn trong việc tiêu diệt Horror.
Với các Ma Giới Tu Sỹ, Ma Đạo Cụ chính của họ là Ma Đạo Cọ, làm từ bộ lông Linh Thú, giúp họ thi triển pháp thuật. Chúng có nhiều hình dạng, kích cỡ khác nhau, và một Ma Giới Tu Sỹ có thể có một hay nhiều Ma Đạo Cọ cho nhiều mục đích khác nhau. Tuy nhiên, theo thời gian, ma thuật trên cây cọ sẽ suy giảm, và họ phải tìm đến Linh Thú cổ đại để được ban phép thuật vào cây cọ. Ngoài Ma Đạo Cọ, các Ma Giới Tu Sỹ còn có một số Ma Đạo Cụ khác như la bàn, bùa chú, bom mìn, súng...
Ngoài những Ma Đạo Cụ trên còn có Ma Cụ, tức những vật thể, thậm chí là sinh vật sống có khả năng phong ấn những năng lượng hắc ám, tiêu biểu là Mayuri trong seri Garo: Cánh Hoa Ma Giới (Makai no Hana). Một khi đã bị xem là Ma Cụ, những sinh vật sống này sẽ không được đối xử công bằng như con người, và điều này dấy lên những mâu thuẫn giứa Ma Giới Kị Sĩ và Ma Giới Tu Sĩ.

### Sở Phiên Khuyển
Đơn vị giám sát và giao nhiệm vụ cho Ma Giới Kỵ Sỹ. Phụ trách ở đây là Phiên Khuyển - những thực thể phi thường có chức vụ cao hơn Ma Giới Kỵ Sỹ, có nhiệm vụ dò tìm Horror và gửi thư lệnh cho các Ma Giới Kỵ Sỹ mà họ quản lý. Mỗi khu vực Đông, Tây, Nam, Bắc có một Sở Phiên Khuyển. Bên cạnh việc giám sát và giao nhiệm vụ cho Ma Giới Kỵ Sỹ, các Phiên Khuyển có thể xử phạt, thậm chí xử tử các Ma Giới Kỵ Sỹ trái lệnh hay phá luật. Cao hơn Sở Phiên Khuyển là Hội Đồng Tối Cao, nơi chỉ có các Ma Giới Kỵ Sỹ và Ma Giới Tu Sỹ tài giỏi nhất mới được đến làm việc và giám sát tại đây có quyền ra lệnh cho bất kỳ Ma Giới Kỵ Sỹ và Ma Giới Tu Sỹ nào ở bất cứ đâu. Hội Đồng Tối Cao chỉ ra mặt khi phát hiện những mối nguy hiểm lớn có thể gây ra đại họa.

## Danh sách tập
1. Hội Bản (Sách tranh) ( 絵本 ~ Ehon )
2. Âm Ngã (Mặt tối) ( 陰我 ~ Inga )
3. Thời Kế (Đồng hồ) ( 時計 ~ Tokei )
4. Vãn Xan (Bữa tối) ( 晩餐 ~ Bansan )
5. Nguyệt Quang (Ánh trăng) ( 月光 ~ Gekkō )
6. Mỹ Mạo (Sắc đẹp) ( 美貌 ~ Bibo )
7. Ngân Nha (Nanh bạc) ( 銀牙 ~ Ginga )
8. Chỉ Luân (Chiếc nhẫn) ( 指輪 ~ Yubiwa )
9. Thí Luyện (Thử thách) ( 試練 ~ Shiren )
10. Nhân Hình (Con rối) ( 人形 ~ Ningyō )
11. Du Hí (Trò chơi) ( 遊戯 ~ Yūgi )
12. Đại Hà (Sông lớn) ( 大河 ~ Taiga )
13. Ước Thúc (Lời hứa) ( 約束 ~ Yakusoku )
14. Ác Mộng (Ác mộng) ( 悪夢 ~ Akumu )
15. Ngẫu Tượng (Bức tượng) ( 偶像 ~ Gūzō )
16. Xích Tửu (Rượu đỏ) ( 赤酒 ~ Akazake )
17. Thủy Tào (Hồ cá) ( 水槽 ~ Suisō )
18. Giới Phù (Lá bùa) ( 界符 ~ Kaifu )
19. Hắc Viêm (Lửa đen) ( 黒炎 ~ Kokuen )
20. Sinh Mệnh (Mạng sống) ( 生命 ~ Inochi )
21. Ma Đạn (Đạn quỷ) ( 魔弾 ~ Madan )
22. Khắc Ấn (Khắc ấn) ( 刻印 ~ Kokuin )
23. Tâm Diệt (Diệt trừ tâm tính) ( 心滅 ~ Shinmetsu )
24. Thiếu Nữ (Cô gái) ( 少女 ~ Shōjo )
25. Anh Lĩnh (Ý chí hào hùng) ( 英霊 ~ Eirei )

## Diễn viên
| Diễn viên               | Vai diễn                             |
| ----------------------- | ------------------------------------ |
| Hiroki "Ryosei" Konishi | Saejima Kouga (Hoàng Kim Kỵ Sỹ Garo) |
| Ray Fujita              | Suzumura Rei (Ngân Nha Kỵ Sỹ Zero)   |
| Masaki Kyomoto          | Barago (Hắc Ám Kỵ Sỹ Kiba)           |
| Mika Hijii              | Mitsuki Kaoru                        |
| Yasue Sato              | Jabi                                 |
| Yukijirou Hotaru        | Kurahashi Gonza                      |

## Bài hát
Nhạc chủ đề đầu phim
- "Theme of GARO"
  - Nhạc: TRYFORCE và JAM Project

- "Garo ~Savior in the Dark~" (牙狼～SAVIOR IN THE DARK～)
  - Sáng tác & viết lời: Kageyama Hironobu
  - Phối khí: Sudō Kenichi
  - Trình bày: JAM Project

Nhạc chủ đề cuối phim
- "Garo ~Boku ga Ai o Tsutaeteyuku~" (牙狼～僕が愛を伝えてゆく～, "GARO ~I'll Keep Showing You My Love~")
  - Sáng tác & viết lời: Masaki Kyomoto
  - Phối khí: Yamamoto Harukichi
  - Trình bày: Kyomoto Masaki (tập 1–13) và Dự án Garo (tập 22)

- "Boku wa Mada Koi o Shite wa Ikenai" (僕はまだ恋をしてはいけない, "I Shouldn't Still Be Loving")
  - Sáng tác & viết lời: Kyomoto Masaki
  - Phối khí: Yamamoto Harukichi
  - Trình bày: Kyomoto Masaki (tập 14–21) và Dự án Garo (tập 23 & 24)